# Zgierz Jaracza
Zgierz Jaracza – przystanek osobowy w Zgierzu w województwie łódzkim, między stacją Zgierz i przystankiem Zgierz Północ, przy ulicy Jaracza w pobliżu wiaduktu nad ulicą Szczawińską. Budowa przystanku związana jest z projektem Łódzkiej Kolei Aglomeracyjnej i zakończona została w 2013 roku.

## Ruch pasażerski[3]
| Rok  | Wymiana pasażerska na dobę |
| ---- | -------------------------- |
| 2017 | 100-149                    |
| 2018 | 150-199                    |
| 2019 | 200-299                    |
| 2020 | 100-149                    |
| 2021 | 50-99                      |
| 2022 | 150-199                    |
| 2023 | 200-299                    |